# Semisi Telefoni

a Compétitions nationales et continentales officielles uniquement.

b Matchs officiels uniquement.
Dernière mise à jour le 20 août 2020.
Semisi Telefoni, né le 22 décembre 1982 à Auckland, est un joueur international tongiens de rugby à XV évoluant au poste de talonneur ou de pilier (1,83 m pour 115 kg).

## Carrière de joueur

### En club
- 2004-2006 : Auckland RFU (NPC)
- 2006-2009 : Stade dijonnais (Fédérale 1)
- 2009-2015 : SU Agen (Pro D2) et (Top 14)
- 2015-2017 : US Carcassonne (Pro D2)

### En équipe nationale
Il fait son premier match international avec l'équipe des Tonga le 15 juin 2008 contre l'Équipe du Japon.

## Statistiques en équipe nationale
- 5 sélections
- 0 point
- sélections par année : 3 en 2008, 1 en 2009, 1 en 2011